# الكلية الغربية للطب البيطري
الكلية الغربية للطب البيطري (بالإنجليزية: Western College of Veterinary Medicine)‏ هي مدرسة بيطرية كندية تقع في ساسكاتون بساسكاتشوان. وهي كلية تتبع جامعة ساسكاتشوان.